# Dielik (sedlo)
Sedlo Dielik (579 m n. m.) se nachází na středním Slovensku a odděluje Stolické vrchy od Muránské planiny. Prochází jím silnice II / 531 vedoucí z Tisovce do obce Muráň. Pod sedlem prochází tunel pod Dielikom na nedostavěné trati (součásti tzv. Gemerské spojky), která měla vést z Tisovce do Revúcej.

## Přístup
- po silnici II / 531 přes Muráň nebo Tisovec
- po  žluté značce z Tří katastru
- po  modré značce z Muráně nebo Tisovce